# اگون
اگون (به اسپانیایی: Agón) یک شهرستان در اسپانیا است که در استان ساراگوسا واقع شده‌است.